# HIRO (モデル)
HIRO（ひろ、1970年9月25日 - ）は日本のモデル・俳優である。本名、関口 寛之（せきぐち ひろゆき）。株式会社エス・プログレスを経て株式会社バークインスタイルに所属。
東京都出身。身長186cm。血液型A型。

## 人物・略歴
趣味・特技はゴルフ（ベストスコア67）
1988年よりファッションモデルを始める。1990年の20歳の時に単身で渡伊しミラノコレクションで『クリッツィア』・『ロメオジリ』のショーに出演をする。その後10年間、日本でも数少ない、世界に通用するトップモデルとして活躍の場を広げ、ミラノと日本の往来を始める。その間、ミラノコレクションを含めニューヨーク・コレクション・東京コレクション・韓国コレクションなどの『ジョルジオ・アルマーニ』・『ジャンフランコ・フェレ』・『フェラガモ』・『カルバンクライン』・『DKNY』・『イッセイ・ミヤケ』など数多くのファッションショーに出演をする。
ショーモデル以外では数多くのCM・ファッション雑誌などに出演。中でも『メルセデス・ベンツ』のCMに日本人で起用される事は珍しい。
2008年に『魁!!男塾』で俳優デビューをした。

## 出演

### ファッションショー
- 『ジョルジオ・アルマーニ』
- 『ジャンフランコ・フェレ』
- 『クリッツィア』
- 『ロメオジリ』
- 『フェラガモ』
- 『カルバンクライン』
- 『DKNY』
- 『イッセイ・ミヤケ』

など多数の日本国外ブランドを含むファッションショーに出演

### CM
- 『メルセデス・ベンツ・Cクラス』
- 『デサント』
- 『JR東日本』
- 『コカ・コーラ』
- 『カルビーポテトチップス』
- 『マルイ』
- 『アサヒビール』

### PV
- 加藤ミリヤ『ディア・ロンリーガール』
- Heartsdales(ハーツデイルズ)『BODY ROCK』・『fantasy』

### 雑誌
- 『メンズノンノ』（集英社）
- 『MEN'S CLUB』（アシェット婦人画報社）
- 『チェックメイト』（講談社）
- 『FINEBOYS』（日之出出版）
- 『Boon』（祥伝社）
- 『ID Japann』
- 『東京情緒食堂』（アクセスパブリッシング）
- 『東京カレンダー』(アクセスパブリッシング)
- 『monthly m』(ベルシステム24)

### 映画
- 『魁!!男塾』

### 写真集
- 『ボーイプラス・ワン』(角川書店)